# The present (película de 2020)
The present (en español El regalo o El presente) es un cortometraje del año 2020 dirigido por Farah Nabulsi y coescrita por Nabulsi y Hind Shoufani, acerca del viaje que hace un padre acompañado de su hija entre los enclaves palestinos de la Cisjordania ocupada por Israel en su intento de comprar un regalo de aniversario de matrimonio para su esposa. La película muestra las dificultades y los malos tratos que reciben durante su travesía. El reparto está encabezado por el actor palestino Saleh Bakri. Fue estrenada en Netflix el 18 de marzo de 2021 y nominada al Óscar como mejor cortometraje. En 2021 obtuvo el galardón de los premios BAFTA como mejor cortometraje.

## Sinopsis
Un padre y su hija intentan comprar un regalo de aniversario de matrimonio en los enclaves palestinos de la Cisjordania ocupada por Israel. La película inicia con Yusef (Saleh Bakri) esperando cruzar el abarrotado puesto de control 300, cerca de Belén, temprano por la mañana. Luego, en la casa de Yusef, él y su esposa Noor (Mariam Kamel Basha) conversan acerca de su aniversario de matrimonio. Yusef dice que irá en un viaje de compras hacia Beitunia para adquirir un regalo con su hija Yasmine (Maryam Kanj). Sus avances en ambas direcciones son restringidos por una serie de puestos de control. Las escenas retratan cómo los palestinos están privados del derecho básico a la libertad de movimiento.

## Reparto
- Saleh Bakri como Yusef.
- Maryam Kanj como Yasmine.
- Mariam Basha como Noor.

## Rodaje y localizaciones
Esta película se rodó principalmente en Palestina, en particular en las zonas de Belén de la Cisjordania ocupada por Israel. 

## Premios
Premios BAFTA
| Categoría          | Persona            | Resultado |
| ------------------ | ------------------ | --------- |
| Mejor cortometraje | Mejor cortometraje | Ganadora  |